# オムニピース
Omni Peace（オムニピース）とは、2005年にメアリー・ファナロによってアメリカ合衆国で設立されたチャリティー団体。売上の一部をアフリカの貧困救済のために寄付している。

## 概要
オムニピースは、2025年までにアフリカの飢餓と貧困をなくすことを目標に、非営利団体「ミレニアムプロミス」と連携し、アフリカ大陸とピースサインをする手をかたどった「オムニピース」マークを使ったライセンス商品を販売し、売上の一部を同団体に寄付している。チャリティーが一般的なアメリカでは、モデルのナオミ・キャンベルなど、世界で活躍する多くの著名人がオムニピースの趣旨に賛同している。